# にいがた通信
にいがた通信（にいがたつうしん）は、株式会社ユニークワンが提供する新潟県新潟市のローカルメディア。

## 概要
メインライターの「ガタ子さん」は、イラストで登場する独自キャラクターで、「新潟市をこよなく愛する30代の派遣OL」という設定。公式サイトの他に、SNSも使ってイベントや飲食店の情報を紹介している。1カ月のページ閲覧数は2021年4月現在330万ページビューに上る。
2019年には、「ガタ子さん」が新潟市から開港150周年事業をPRする「スペシャルクルー」に選ばれている。

## 運営会社
運営会社である「ユニークワン」は新潟市東区の企業で、現在は同じ新潟県の企業であるハードオフコーポレーションと連携して、「にいがた通信」の他に「しばた通信」や「ながおか通信」などの運用を行っている。